# Rende
Rende is een gemeente in de Italiaanse provincie Cosenza (regio Calabrië) en telt 35.221 inwoners (31-12-2004). De oppervlakte bedraagt 54,8 km2, de bevolkingsdichtheid is 639 inwoners per km2.
De volgende frazioni maken deel uit van de gemeente: Arcavacata, Campagnano, Cancello Magdalone, Coda di volpe, Commenda, Congi Stocchi, Curti, Cutura, Fossa lupara, Gliannuzzi, Dattoli, Lecco, Malvitani, Marchesino, Monticelli, Nogiano, Quattromiglia, Rocchi, Roges, Sanbiase, San Janni, Santa Rosa, Santo S.

## Demografie
Rende telt ongeveer 13288 huishoudens. Het aantal inwoners steeg in de periode 1991-2001 met 11,2% volgens cijfers uit de tienjaarlijkse volkstellingen van ISTAT.
| Jaar | Inwoneraantal |
| ---- | ------------- |
| 1991 | 30.946        |
| 2001 | 34.421        |

## Geografie
De gemeente ligt op ongeveer 480 m boven zeeniveau.
Rende grenst aan de volgende gemeenten: Castiglione Cosentino, Castrolibero, Cosenza, Marano Marchesato, Marano Principato, Montalto Uffugo, Rose, San Fili, San Lucido, San Pietro in Guarano, San Vincenzo La Costa, Zumpano.